# Sony Alpha
Pour les articles homonymes, voir Alpha (homonymie).
Sony Alpha ou Sony α est une gamme d'appareils photographiques reflex numériques et hybrides (à objectifs interchangeables) lancée en juin 2006 par Sony. Cette gamme reprend les technologies développées par Konica Minolta.
La gamme α actuelle reprend la monture Minolta AF, rebaptisée Sony A pour l'occasion. Les hybrides sont équipés de la monture E, créé spécialement pour eux en 2010.

## Histoire
En 2005, Sony signe un accord de collaboration avec Konica Minolta pour le développement commun d'appareils photo numériques reflex. L'année suivante, Konica Minolta se retire du marché de la photographie et Sony reprend la plupart des activités photographiques du groupe sous la marque Alpha (α) dont le logo est la première lettre de l'alphabet grec.
En 2010, Sony présente les premiers hybrides équipés de capteurs au format APS-C qui sont de vrais capteurs de reflex, il s'agit du NEX-5 et du NEX-3 qui introduisent la monture E.
Les Sony Alpha SLT-33 et SLT-55 lancés en septembre 2010 sont les premiers réflex à miroir semi-transparent de la marque. Ces appareils se caractérisent par une visée électronique qui remplace le pentaprisme et un miroir semi-transparent fixe remplace le miroir mobile (non transparent sur un reflex). Le Sony Alpha 99 sorti fin 2012 est le premier appareil numérique de ce type équipé d'un capteur au format 24×36.
En 2013, la marque présente les deux premiers hybrides plein format, les Sony Alpha 7 et 7R.
Entre 2013 et 2014, la dénomination NEX est abandonnée au profit de la nomenclature ILCE, qui signifie « interchangeable-lens camera, E-mount » qui englobe divers appareils hybrides en plus des appareils remplaçants des NEX.

## Produits

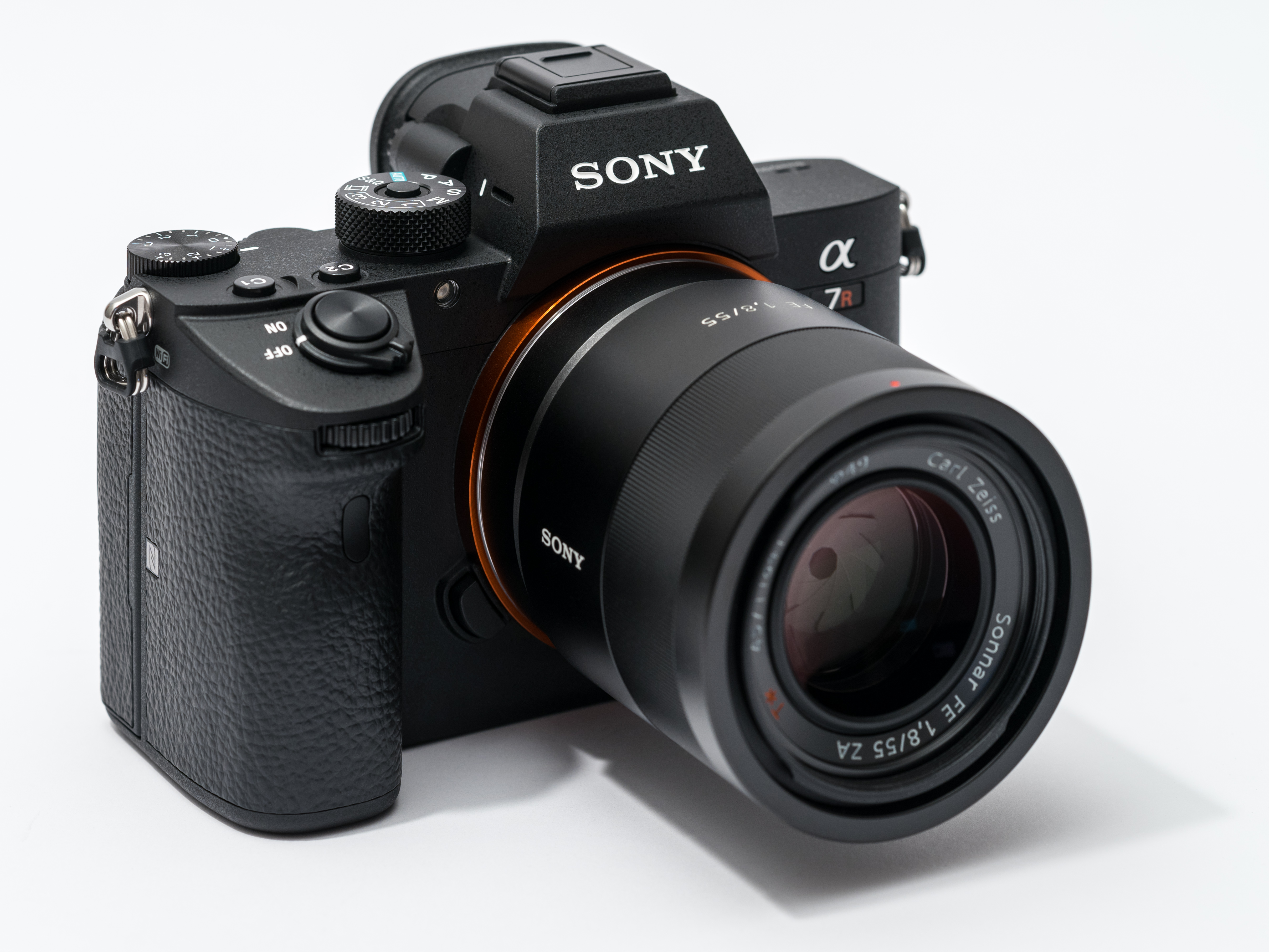
Alpha 7 III.

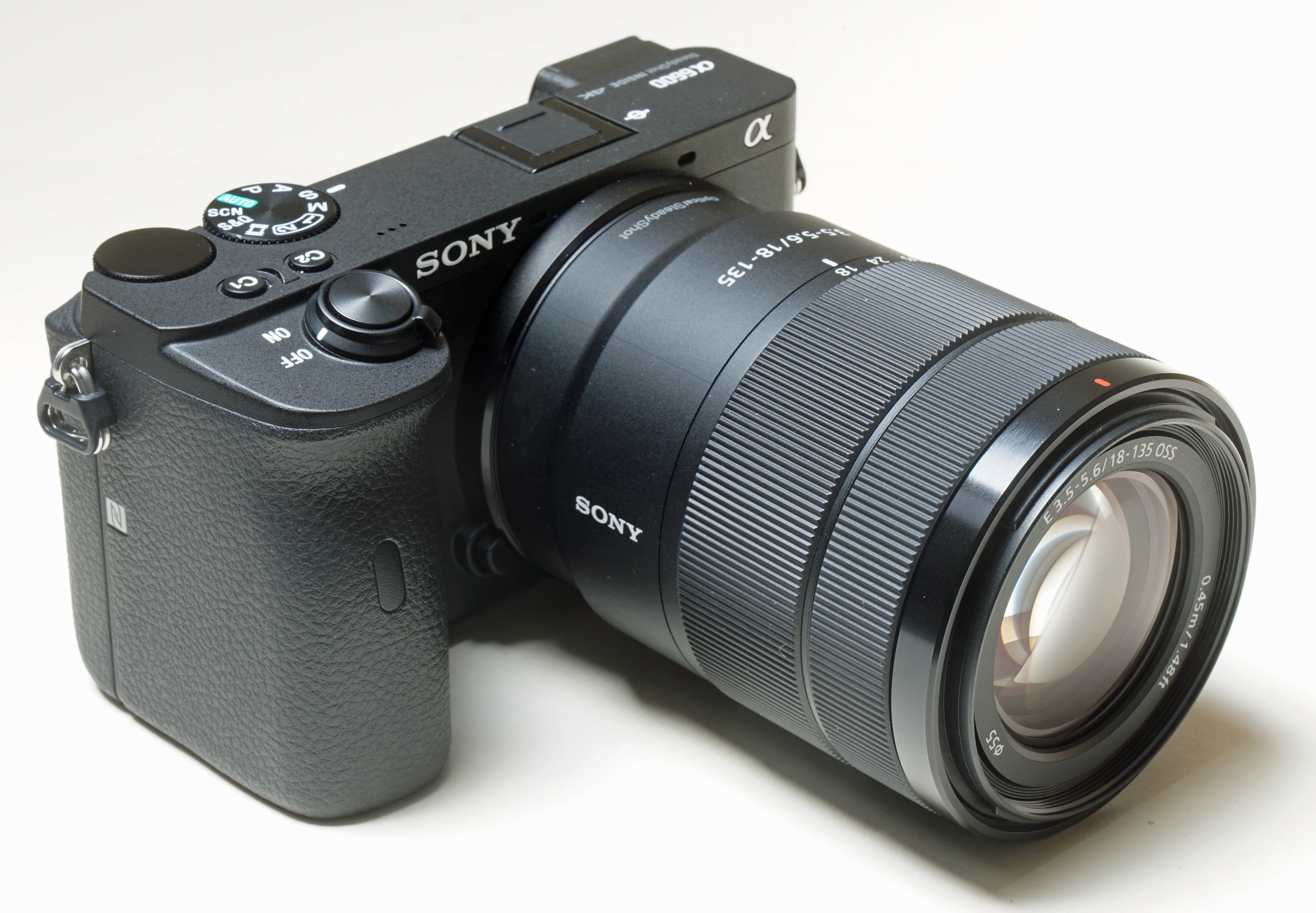
Alpha 6600.

Sony Alpha produit des appareils photo, des objectifs et de petits accessoires (filtres). Sony fabrique certains de ses objectifs et filtres en collaboration avec Carl Zeiss.
Sony α produit cinq gammes d'appareils photo à objectifs interchangeables :
- Sony α DSLR (reflex à capteur APS-C ou 24×36 sans le miroir semi-transparent, monture A), (2006-2011) ;
- Sony α NEX (compacts à capteur APS-C et objectifs interchangeables, monture E), (2010-2014) ;
- Sony α SLT (reflex à capteur APS-C ou 24×36 et à miroir semi-transparent, monture A), (depuis 2010) ;
- Sony α ILCE (tous les appareils hybrides de monture E), (depuis 2013) ;
- Sony α ILCA (tous les appareils de monture A), (depuis 2014).

Par ailleurs le système de numérotation permet de situer les appareils dans la gamme : plus le premier chiffre est élevé plus l'appareil monte en gamme, on va donc de 3 (entrée de gamme grand public) à 9 (pro ou semi-pro).

### Gamme actuelle
Les boîtiers commercialisés sont :
Monture E :
- Alpha 1
- Alpha 9 II
- Alpha 9
- Alpha 7R V
- Alpha 7R IV
- Alpha 7R III
- Alpha 7R II
- Alpha 7R
- Alpha 7S III
- Alpha 7S II
- Alpha 7S
- Alpha 7 IV
- Alpha 7 III
- Alpha 7 II
- Alpha 7
- Alpha 7C
- Alpha 6700
- Alpha 6600
- Alpha 6500
- Alpha 6400
- Alpha 6300
- Alpha 6100
- Alpha 6000
- Alpha 5100

Monture A :
- Alpha 99 II
- Alpha 77 II
- Alpha 68

En italique, les modèles maintenus au catalogue après un renouvellement de gamme.

### Anciens boîtiers

#### Gamme ILCE
- Alpha 5000
- Alpha 3000
- Alpha QX1

#### Gamme NEX
- Alpha NEX-7
- Alpha NEX-6
- Alpha NEX-5T
- Alpha NEX-5R
- Alpha NEX-5N
- Alpha NEX-5
- Alpha NEX-3N
- Alpha NEX-F3
- Alpha NEX-C3
- Alpha NEX-3

#### Gamme SLT
- Alpha 99
- Alpha 77
- Alpha 68
- Alpha 65
- Alpha 58
- Alpha 57
- Alpha 55
- Alpha 37
- Alpha 35
- Alpha 33

#### Gamme DSLR
- Alpha 900
- Alpha 850
- Alpha 700
- Alpha 580
- Alpha 560
- Alpha 550
- Alpha 500
- Alpha 450
- Alpha 390
- Alpha 380
- Alpha 350
- Alpha 330
- Alpha 300
- Alpha 290
- Alpha 230
- Alpha 200
- Alpha 100

Les appareils numérotés sur 3 chiffres sont des reflex classiques (DSLR) à miroir mobile, les appareils sur 2 chiffres sont des appareils à miroir fixe semi-transparent (SLT).

### Objectifs
Sony produit des objectifs et d'autres sociétés (comme Carl Zeiss, Tamron, Sigma et Voigtländer) en produisent pour Sony, Canon ou Nikon. Sony et Carl Zeiss développent aussi des filtres.
En ce qui concerne les montures, il en existe deux :
- Monture de type « E » (sur les NEX et ILCE). Pour les objectifs de monture E.
- Monture de type « A » (sur les DSLR, SLT et ILCA). Pour les objectifs de monture A.

Il existe deux bagues d'adaptations (LA-EA1 et LA-EA2) développées par Sony qui permettent de monter des optiques A sur les NEX et ILCE.
Outre ses propres objectifs, Sony est le deuxième actionnaire de la société Tamron qui fournit des objectifs à la gamme alpha sous son propre nom ou sous l'appellation Sony.

### Accessoires
Sony propose plusieurs accessoires comme des :
- sacoches, bandoulières et protections ;
- grips d'alimentations ;
- filtres pour objectifs ;
- flash ;
- cartes mémoires ;
- batteries secondaires ;
- micros ;
- télécommandes ;
- écrans LCD supplémentaires ;
- viseurs supplémentaires ;
- câbles HDMI ;
- griffes porte-accessoire.

Les appareils photo Sony α disposent tous d'un trou taraudé permettant de mettre un trépied ou un monopode.
Certains appareils Sony α disposent aussi d'une prise Jack pour brancher un micro.

## Concurrence
Sony est sorti du champ des reflex traditionnels en incluant ce segment de marché dans celui des appareils photos à objectifs interchangeables (d'où les reflex à miroir semi-transparents fixes ou les appareils sans miroir comme les NEX).
Ses principaux concurrents restent néanmoins les appareils reflex Canon et Nikon.
Mais il est à noter que Sony produit une partie des capteurs équipant les reflex Nikon et Pentax. Par ailleurs, il a été précédé dans le domaine des appareils sans miroir par Olympus et Panasonic.